# Füredi László
Füredi László (Arad, 1928. április 18. –) magyar zenész, zenekritikus, zenetörténész.

## Életútja
Temesváron érettségizett 1946-ban, zenei tanulmányait a temesvári Művészeti Intézetben (1948-49) és a kolozsvári Gheorghe Dima Zeneművészeti Főiskolán (1949-50) végezte. A temesvári Banatul Állami Filharmónia hegedűse. Első zenekritikája 1948-ban jelent meg a Szabad Szó hasábjain. Zenei tárgyú cikkeit, tanulmányait magyar, román, német és szerb lapok közlik. A Zeneműkiadónál jelentek meg román nyelvű zenei monográfiái: Hugo Wolf (1966); Georg Philipp Telemann (1971); Lehár (1972).
Román nyelvű zenei aforizmagyűjteményét a Facla adta ki (Cîntă-mi, și-ți zic frate! Temesvár, 1972). Temesvár és a Bánság zenetörténeti monográfiáján dolgozik.